# Eustacio Rizo
Eustacio Rizo (Arandas, 11 de dezembro de 1966) é um ex-futebolista mexicano que atuava como atacante.

## Carreira
Eustacio Rizo integrou a Seleção Mexicana de Futebol na Copa América de 1997.